# نيكوديموس هولر
نيكوديموس هولر (بالألمانية: Nikodemus Holler)‏ (و. 1991  م) هو راكب دراجة هوائية ألماني، ولد في مولآكر.

## سجل الفوز

### سباقات أو مراحل فاز بها
| التاريخ        | السباق                       | المركز                                          |
| -------------- | ---------------------------- | ----------------------------------------------- |
| 05 مارس 2017   | لا تروبيكال أميسا بونغو 2017 | المركز الثالث                                   |
| 19 مارس 2017   | طواف كاميرون 2017            | الفائز في التصنيف العام                         |
| 21 يناير 2018  | لا تروبيكال أميسا بونغو 2018 | المركز الثاني                                   |
| 15 أبريل 2018  | طواف المغرب 2018             | المركز الثالث                                   |
| 19 أغسطس 2018  | طواف المجر 2018              | الثالث في تصنيف النقاط، الخامس في التصنيف العام |
| 11 نوفمبر 2018 | طواف سنجكارك 2018            | المركز الثاني                                   |
| 26 يوليو 2020  | طواف سيبيو للدراجات 2020     | العاشر في تصنيف النقاط                          |
| 13 سبتمبر 2020 | طواف رومانيا 2020            | المركز الثاني                                   |
| 11 أكتوبر 2020 | طواف تايلاند 2020            | الفائز في التصنيف العام                         |
| 18 يوليو 2021  | تور دي كوسوفو 2021           | المركز الثالث                                   |

## روابط خارجية
- نيكوديموس هولر على موقع الاتحاد الدولي للدراجات (الإنجليزية)
- نيكوديموس هولر على موقع أرشيف الدراجات (الإنجليزية)
- نيكوديموس هولر على موقع إحصائيات الدراجات الإحترافية (الإنجليزية)
- نيكوديموس هولر على موقع نسبة الدراجات (الإنجليزية)